# حركة التربية الاشتراكية

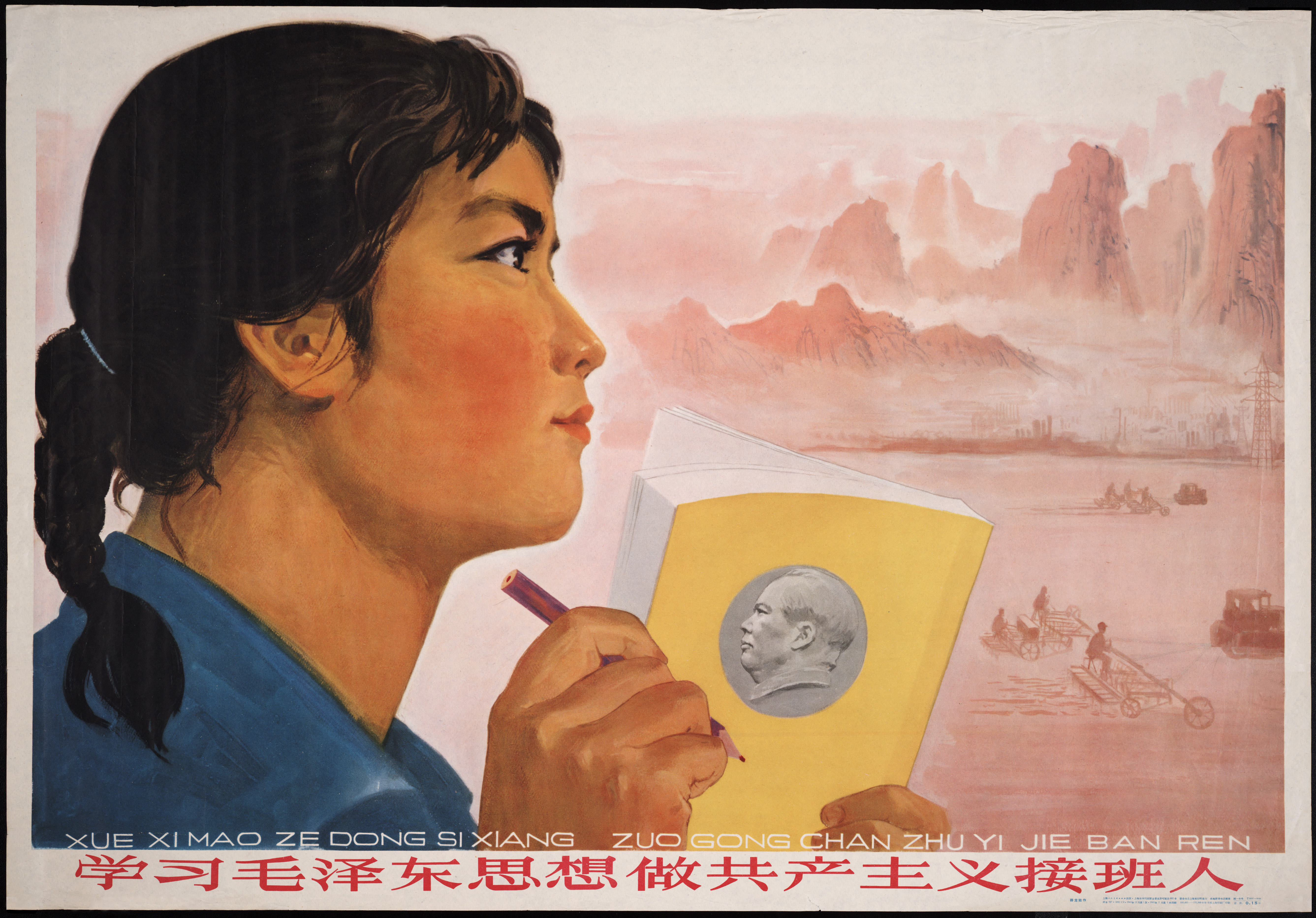
شعار: ادرسوا فكر ماو تسي تونغ، وكونوا خلفاء للشيوعية.

حركة التربية الاشتراكية المعروفة أيضًا باسم حركة التنظيفات الأربعة كانت حركة أطلقها ماو تسي تونغ في عام 1963 في جمهورية الصين الشعبية. سعى ماو لإزالة العناصر الرجعية داخل بيروقراطية الحزب الشيوعي الصيني، قائلاً إن «الحكم هو أيضًا عملية تعليم اشتراكي».
وأشار باحثون صينيون إلى أن الحركة أدت إلى مقتل 77.560 شخصًا على الأقل، مع اضطهاد 5.327.350 شخصًا. في الحركة تدهورت العلاقة بين ماو تسي تونغ وليو شاوتشي الرئيس الثاني للصين وخليفة ماو المحتمل. تعتبر حركة التعليم الاشتراكي بمثابة مقدمة ما سمي بالثورة الثقافية، حيث تعرض ليو للاضطهاد حتى الموت باعتباره «خائنًا» و «طيارًا رأسماليًا».

## الأهداف
كان هدف الحركة هو تطهير السياسة والاقتصاد والتنظيم والأيديولوجيا (عمليات التنظيف الأربعة). كان من المقرر أن تستمر حتى عام 1966. ما استلزمته هذه الحركة هو إرسال المثقفين إلى الريف لإعادة تثقيف الفلاحين. وحتى الآن ما زالوا يذهبون إلى المدرسة للتثقيف، لكنهم يعملون أيضًا في المصانع ومع الفلاحين.

## ما بعد الحركة
وصف دونالد كلاين الحملة في موسوعة أمريكانا 2007 بأنها «فاشلة شبه كاملة». أدى استياء ماو من عدم فعالية هذا البرنامج إلى تمهيد الطريق للثورة الثقافية (1966-1976). خلال أغسطس الأحمر بدأت حملة تدمير القدامى الأربعة في 19 أغسطس 1966 في بكين.